# ويليام إليوت (طيار بطل)
ويليام إليوت هو طيار بطل كندي، ولد في 26 أغسطس 1898 في سانت كاثرينز في كندا، وتوفي بنفس المكان في 27 مارس 1979.